# Hypena beatalis
Hypena beatalis är en fjärilsart som beskrevs av Felder 1874. Hypena beatalis ingår i släktet Hypena och familjen nattflyn. Inga underarter finns listade i Catalogue of Life.